# مایک مالشوف
مایک مالشوف (آلمانی: Maic Malchow؛ زادهٔ ۱۱ اکتبر ۱۹۶۲) دوچرخه‌سوار اهل آلمان است. وی در بازی‌های المپیک تابستانی ۱۹۶۸ شرکت کرده است.